# Ендонов, Баярто Викторович
Баярто́ Викторович Ендо́нов (9 декабря 1979, с. Усть-Орот Кижингинского района Бурятской АССР, РСФСР) ― российский бурятский театральный актёр, Заслуженный артист Республики Бурятия (2005), Народный артист Республики Бурятия (2014), актёр Бурятского государственного академического театра драмы им. Х. Намсараева с 2002 года.

## Биография
Родился 9 декабря 1979 года в селе Усть-Орот Кижингинского района Бурятской АССР.
В 2ОО2 году окончил актёрскую студию Восточно-Сибирской государственной академии культуры и искусств (ВСГАКИ), в том же году начал своё служение в Бурятском государственном академическом театре драмы имени Хоца Намсараева. Актёрский талант Ендонов проявил ещё в годы студенчества, он и сегодня неизменный жених в спектакле «Улейские девушки». Но роль Гамлета артист считает для себя наиболее значимой. Благодаря опыту работы над образом в спектакле «Гамлета» Баярто открыл в себе новые актёрские качества, и стал первым Народным артистом Республики Бурятия из числа выпускников уникальной первой Бурятской студии ВСГАКИ.
Другой ключевой ролью Ендонова является образ Мэкки-ножа из «Трёхгрошовой оперы» Бертольда Брехта. Эта его работа была удостоена диплома Министерства культуры и массовых коммуникаций Республики Бурятия в номинации «Лучшая мужская роль 2005 года» и премии в номинации «Лучший актёр года».
В этих двух театральных работах возник и окончательно укрепился универсальный и беспроигрышный иисусовский типаж Ендонова. Далее сыграл роли Треплева в «Чайке» в пьесе Чехова, Дай Хун в «Бальжин хатан», Петра I в спектакле «На стыке веков», Красавчик в постановке «С.С.С.Р» Геннадия Башкуева, хана Угэдэя в «Чингисхане», Евгений Онегин в «Зүрхэн шулуун».
Актёрское амплуа Ендонова не ограничивается драматическими и трагедийными ролями. Много играет в комических и сказочных ролях, о чем говорят роли в спектаклях для детей и юношества. Немало место в его творчестве занимает вокальное искусство. На первом музыкальном конкурсе «Поют драматические артисты», посвященном 60 -летию Победы, получил первое место за исполнение песни «Журавли» композитора Яна Френкеля на стихи Расула Гамзатова.
В 2004 году вместе с группой «Урагшаа» Саяна И Эржены Жамбаловых побывал на гастролях в США, где на сцене театра «Ла мама» в Нью-Йорке играл роль Аламжи Мэргэна.
В 2006 году снялся в роли молодого Чингисхана (Темуджина) в первом бурятском фильме «Первый нукер Чингисхана», причём на эту роль был утверждён практически без проб. В 2009 году сыграл роль Тайчара, младшего брата Джамухи, в совместном монгольско-российском фильме «Тайна Чингис Хаана».
За вклад в развитие национального театрального искусства Баярто Ендонов был удостоен почётных званий «Заслуженный артист Республики Бурятия» (2005) и «Народный артист Республики Бурятия» (2014).

## Театральные роли
- Гамлет — «Гамлет»
- жених — «Улейские девушки»
- Пётр Первый — «На стыке веков»
- Евгений Онегин — «Зурхээн Шулуун»
- Красавчик-«полшестого», капитан гвардии — «С.С.С.Р.»(Союз Солдатских Сердечных Ран)
- Дай-Хун — «Бальжин Хатан»,
- Мэкки-нож — «Трехгрошовая опера»
- Константин Треплев — «Чайка»
- официант — «Утиная охота»
- Мэргэн — «Максар. Степь в крови»
- Роже, муж Катрин — «Се-Ля-Ви»
- Сандан — «Гэгэрэлэй Зам» (Путь к Просветлению)
- Улиберто — «Женщина, не знавшая слез»
- Самбу — «Отныне я буду жить дома»
- старший сын богатого господина Пина — «Гроза»
- Тэцудзо Хокусай — «Гротески Хокусая»,
- Калаф — принц ногайских татар, сын Тимура — «Турандот»
- Аламжин Булад, Аламжи — «Сострадание»
- Джавдет, разбойник, бедняк — «Али -Баба, сорок разбойников и один ученый попугай»
- «Охотники за привидениями»
- Тенчой ― «Приключения мудрого слоненка Ланченкара и его друзей»

## Роли в кино
- 2009  «Первый нукер Чингисхана» ― молодой Чингисхан (Темуджин)
- 2006  «Тайна Чингис Хаана» ― Тайчар, младший брат Джамухи